# ヒュー・マカロック
ヒュー・マカロック（英語: Hugh McCulloch, 1808年12月7日 - 1895年5月24日）は、アメリカ合衆国の政治家、実業家。エイブラハム・リンカーン大統領とアンドリュー・ジョンソン大統領の下で第27代財務長官を、チェスター・アーサー大統領とグロバー・クリーブランド大統領の下で第36代財務長官を務めた。

## 生涯

### 青年期
1808年、マカロックはメイン州ケネバンクで誕生した。マカロックはボウディン大学で教育を受け、ボストンで法律を学んだ後、1833年にインディアナ州フォートウェインで弁護士として開業した。

### 州立銀行時代
1835年、マカロックはインディアナ州立銀行フォート・ウェイン支店の出納係に就き、間もなく支店長となった。そして1857年、マカロックはインディアナ州立銀行の頭取に就任した。
マカロックは州立銀行の頭取として、非常に有能な働きをした。1861年に正貨支払停止がなされたとき、マカロックは合衆国におけるインディアナ州立銀行の地位向上を図るため、同銀行のすべての支店に対して金の購入を推奨した。当時の金はほんのわずかなプレミアムしかなかったが、南北戦争により金価格が高騰したことで同銀行は大きな利潤を獲得した。

### 通貨監督庁時代
1863年、マカロックはインディアナ州立銀行の頭取を辞任し、同年に新設された通貨監督庁の初代長官に就任した。マカロックは通貨監督庁の設立を定めた1862年の国立銀行法制定に反対を表明していたために合衆国政府内部から批判の声が挙がったが、当時のアメリカ合衆国財務長官サーモン・チェイスの強い後押しにより就任に至った。マカロックは約22ヶ月間にわたって通貨監督庁長官を務め、868の国立銀行を認可した。またマカロックは初代長官として銀行法の大規模な刷新を提唱し、その結果、国立銀行システムの基盤となる1864年の国立銀行法が制定された。

### 財務長官時代
1865年、通貨監督庁長官として既存の州法銀行に対して大きな影響力を持ったマカロックはその活躍を評価され、エイブラハム・リンカーン大統領から第27代アメリカ合衆国財務長官に指名された。当時のアメリカ合衆国では南北戦争の戦費を賄うための緑背紙幣が3度にわたって発行されており、そのためマカロックは就任直後からインフレーションに直面することになった。
マカロックは緑背紙幣について、経験上の諸法則にも法的諸規制にも統制されていないものであると考えた。そしてマカロックは、緑背紙幣の発行額はただ単に政治的考慮に基づくものでしかなく、1862年の最初の緑背紙幣発行は違憲的な権力行使であったとも考えた。この見解は、緑背紙幣に対する正統派的な保守主義の考えであり、マカロックをはじめとする彼と親しい多くの銀行家が共通して抱いた見解でもあった。
マカロックの財務長官としての考えは、1865年10月にフォート・フェインで行われた演説で初めて提示された。この演説においてマカロックは、南北戦争前の価値尺度を廃止したいと考える人々に対する抗議的発言を行った。そしてマカロックは、緑背紙幣の廃止と金本位制への復帰を提言した。
マカロックの財政金融政策に関する公式見解は、1865年12月4日の年次報告で具体的に示された。この報告においてマカロックは、は正貨兌換を再開するために緑背紙幣を回収することを強く主張した。しかしながらこれは通貨の供給を減少させるものであったために、戦後復興や西部開拓に努める人々からは不評を買った。
マカロックが主張した緑背紙幣の回収は、1866年3月12日に資金調達法として議会を通過した。発行済みの緑背紙幣は約4億3100万ドルであったが、資金調達法施行後の半年間で回収された緑背紙幣バックは1000万ドルに満たなかった。その後も1ヶ月あたりの回収額は400万ドルにも満たなかったために、マカロックの政策のみならず資金調達法自体にも批判の矛先が向けられ、1868年2月4日に資金調達法の廃止が決議された。マカロックは法定通貨としての合憲性を支持した最高裁判所の決定に失望し、資金調達法の復活を主張した。その後、緑背紙幣は1878年に未回収の約3億5000万ドルを通貨として恒久的に流通させることに決定したが、資金調達法の復活は以後40年にわたって政治的論争の的となった。

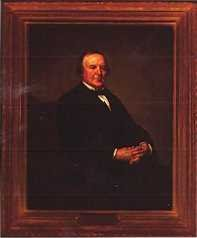
ヒュー・マカロック

マカロックはリンカーン大統領の後任のアンドリュー・ジョンソン大統領の下でも継続して財務長官の任に就いた。マカロックは南北戦争での戦債の回収に務め、南部への連邦課税の再導入に慎重な立場をとる方針を継続した。そして1869年、マカロックはジョンソン大統領の任期満了に伴って退任した。
財務長官退任後、マカロックはイングランドへ渡り、1870年から1876年までジェイ・クックとともに銀行経営に携わった。
1884年10月、マカロックはチェスター・アーサー大統領から再び財務長官に指名された。マカロックは第36代アメリカ合衆国財務長官に就任し、アーサー大統領の任期満了となる翌1885年3月までその任を務めた。マカロックは金によって裏付けされた通貨を支持し、銀貨鋳造は停止すべきであると主張した。

### 晩年
1895年、マカロックはメリーランド州プリンスジョージズ郡ホリー・ヒルの自宅で死去した。遺体はワシントンD.C.のロック・クリーク墓地に埋葬された。
マカロックの生涯については、自身の著書『Men and Measures of Half a Century』（1888年）で詳しく知ることができる。